# 萨拉·库克
萨拉·库克（英語：Sarah Cook，1975年2月13日—），新西兰女子壁球运动员。她曾代表新西兰参加1998年英联邦运动会壁球比赛，联同格伦·威尔逊获得混合双打铜牌。